# Plan de table
Pour le film, voir Plan de table (film).

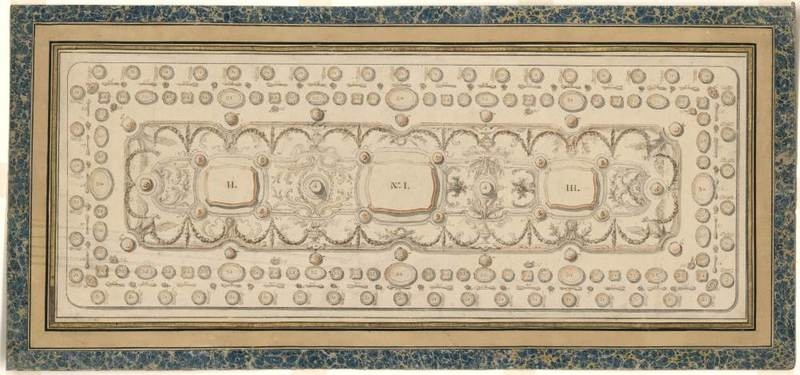
Plan d’une table dressée pour un dîner d’apparat, vers 1770.

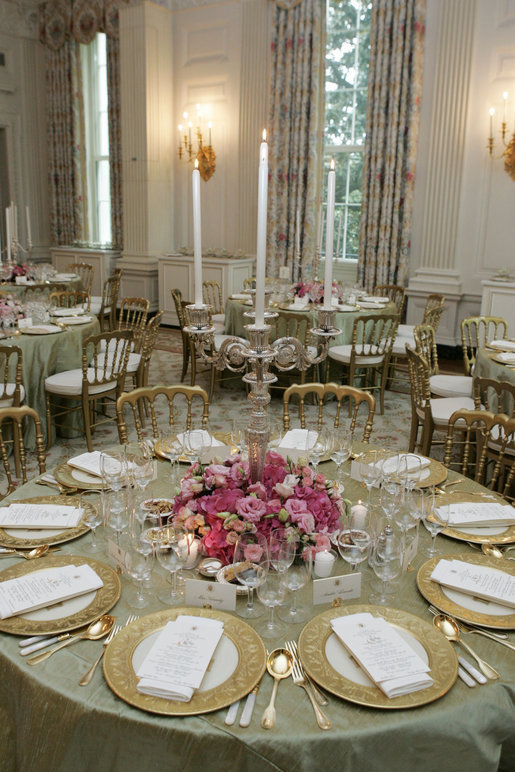
Table préparée pour un dîner à la Maison-Blanche, et dont le dressage a suivi un plan de table.

Un plan de table est une façon de disposer des commensaux autour de la table où ils vont partager un repas. Il peut n'être connu que de la personne qui reçoit ou bien de tous ses invités, ceux-ci trouvant leur place à table grâce à des étiquettes à leur nom. Il est généralement conçu selon l'affinité des participants destinés à se côtoyer ou se faire face ou, dans certains milieux, selon des règles de bienséance.